# Zalea dayi
Zalea dayi är en tvåvingeart som beskrevs av Mcalpine 2007. Zalea dayi ingår i släktet Zalea och familjen Canacidae. Inga underarter finns listade i Catalogue of Life.